# Uniwersytet Purdue
Uniwersytet Purdue (ang. Purdue University) – amerykańska uczelnia o statusie uniwersytetu publicznego, z siedzibą w West Lafayette w stanie Indiana, powstała w 1869 roku. Patronem jest przemysłowiec i filantrop John Purdue (1802–1876), który odegrał kluczową rolę przy zakładaniu tej instytucji.
W 2009 uczelnia kształciła około 40 tysięcy studentów, z czego nieco ponad trzy czwarte stanowili słuchacze studiów licencjackich. Zatrudnia ponad 6,5 tysiąca pracowników naukowych.
Uniwersytet Purdue stanowi najważniejszą spośród sześciu uczelni wchodzących w skład Purdue University System. Pozostałych pięciu członków tej grupy niegdyś stanowiło kampusy uczelni z West Lafayette, lecz obecnie w świetle prawa stanu Indiana są one odrębnymi uniwersytetami, połączonymi z sobą na poziomie najwyższych szczebli zarządzania.
Uczelnia należy do NCAA Division I, gdzie rywalizuje w Big Ten Conference. Jej 18 drużyn w różnych dyscyplinach występuje jako Purdue Boilermakers. Stadion uniwersytecki (Ross-Ade Stadium) może pomieścić 62,5 tysiąca widzów, a hala sportowa (Mackey Arena) ponad 14 tysięcy.

## Galeria

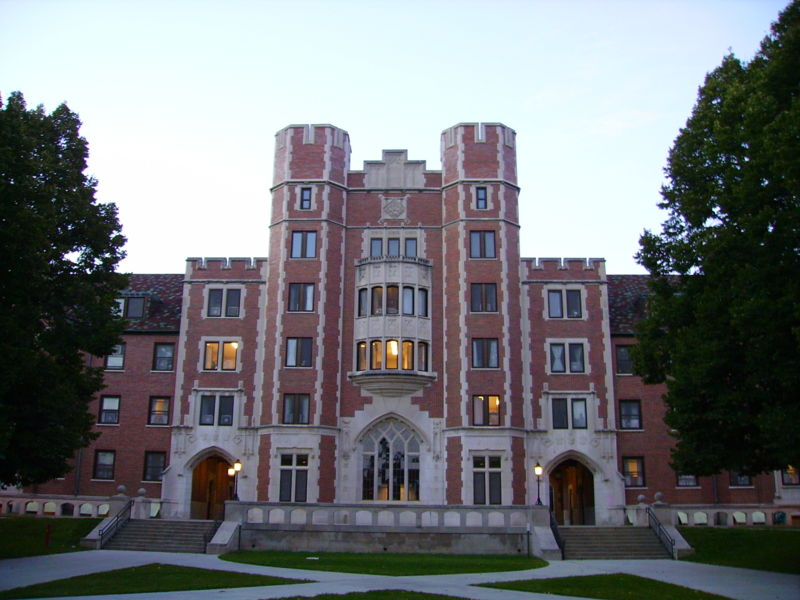
Gmach Cary Quandrangle
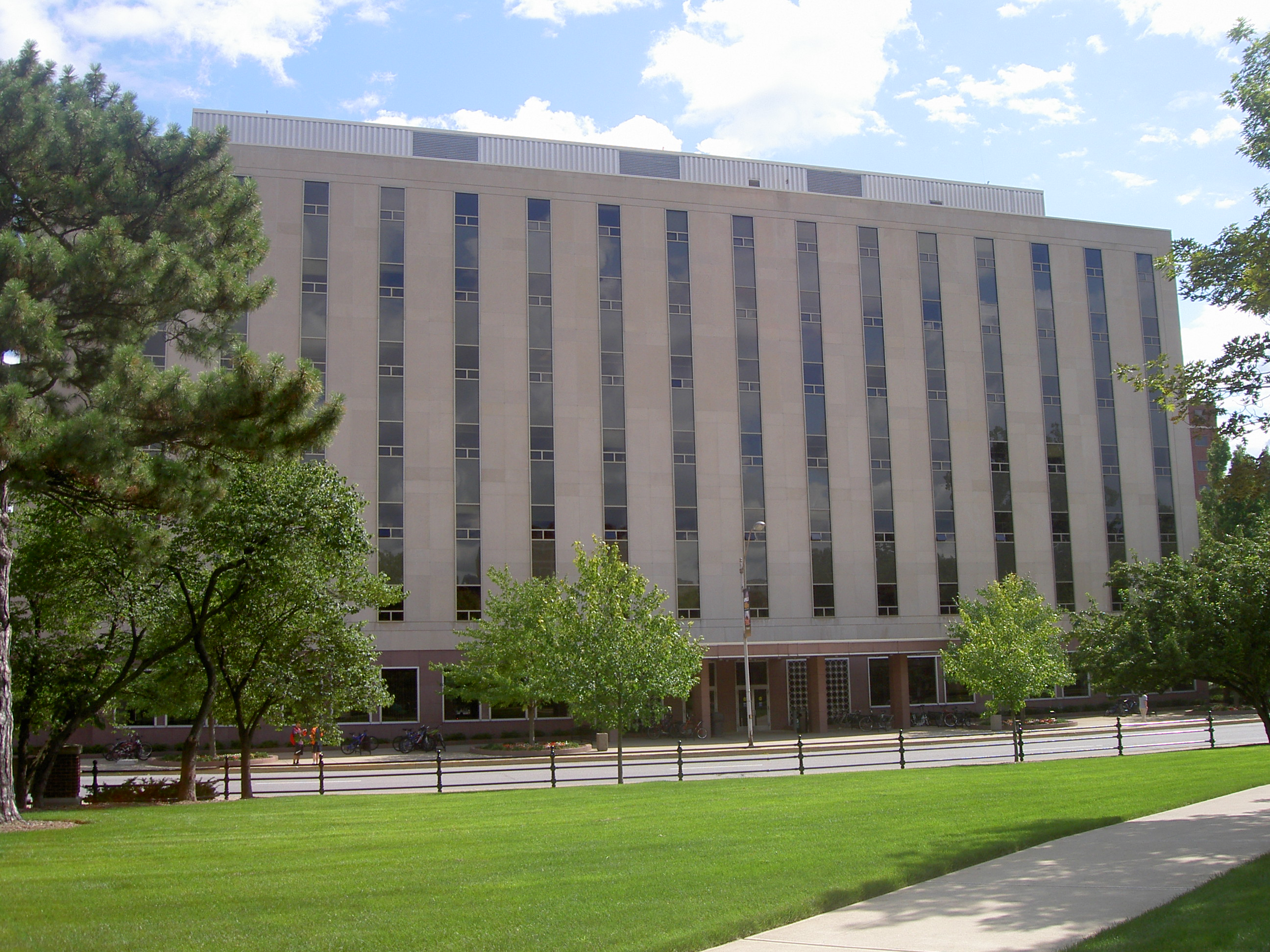
Szkoła Zarządzania
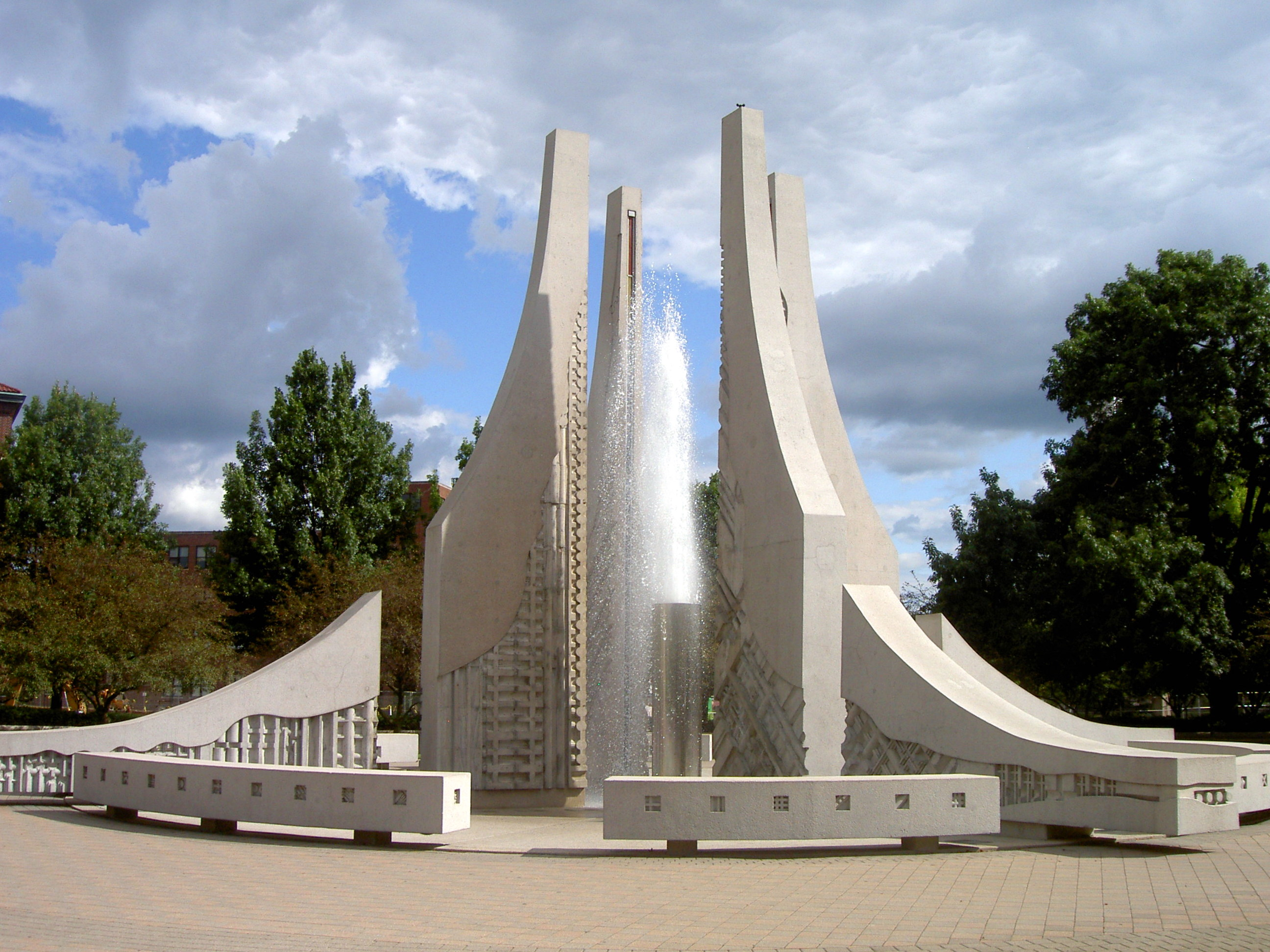
Charakterystyczna fontanna na kampusie
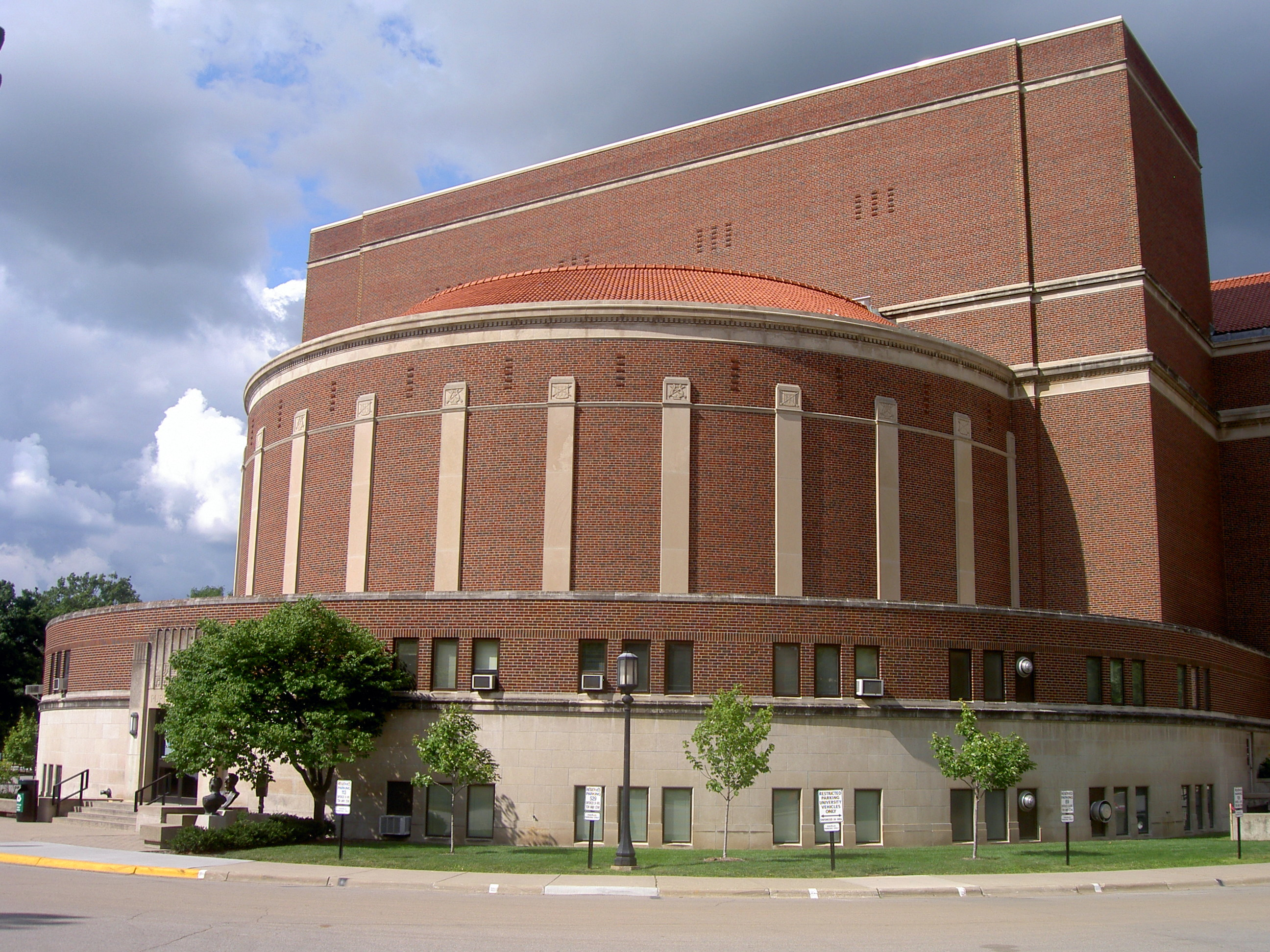
Gmach Muzyki